# گیاکومو سایمونچینی
گیاکومو سایمونچینی (انگلیسی: Giacomo Simoncini؛ زادهٔ ۳۰ نوامبر ۱۹۹۴) سیاست‌مدار اهل سان مارینو است. وی با ۳۰ سال سن جوان‌ترین رهبر جهان است.